# مؤتمر لجنة نزع السلاح
إن مؤتمر لجنة نزع السلاح هو لجنة تابعة لـالأمم المتحدة لنزع السلاح وكانت مخولة بقرار الجمعية العامة. وبدأت اللجنة أعمالها في عام 1969 خلفًا للجنة الأمم الثمانية عشرة لنزع السلاح.

## معلومات تاريخية
خلف مؤتمر لجنة نزع السلاح (CCD) لجنة الأمم الثمانية عشرة لنزع السلاح (ENCD) كلجنة نزع السلاح بالأمم المتحدة في عام 1969. وبالإضافة إلى تغيير الاسم، وسع قرار الجمعية العامة 2602(XXIV) العضوية من 18 عضوًا في لجنة الأمم الثمانية عشرة لنزع السلاح (ENDC) إلى 26 عضوًا في مؤتمر لجنة نزع السلاح الجديدة. ثم تم توسيع مؤتمر لجنة نزع السلاح مرة أخرى ليضم 31 أمة بدلا من 26 في عام 1975. وخلال عملية مفاوضات الأمم المتحدة لنزع السلاح، بما في ذلك خلال التغيرات المختلفة للاسم، تلقى مؤتمر لجنة نزع السلاح تعليمات من الأمم المتحدة وقدم تقاريره للجمعية العامة للأمم المتحدة. وعلى غرار اللجنتين السابقتين، كان مؤتمر لجنة نزع السلاح تحت قيادة الولايات المتحدة والاتحاد السوفيتي.

## الأمم الأعضاء
ضم مؤتمر لجنة نزع السلاح الأعضاء الأصليين في لجنة الأمم العشرة لنزع السلاح (TNCD) وثماني أمم إضافية من أعضاء لجنة الأمم الثمانية عشرة لنزع السلاح. وفي الواقع ضمت لجنة الأمم الثمانية عشرة لنزع السلاح سبع عشرة أمة مشتركة حيث إن فرنسا لم تشارك بصفة رسمية. وبالرغم من ذلك، قامت بدور غير رسمي في المشاورات مع الممثلين الغربيين الآخرين. بينما كانت فرنسا عضوًا أساسيًا في لجنة الأمم الثمانية عشرة لنزع السلاح، فقد اختارت مرة أخرى ألا تشارك في مفاوضات أو جلسات مؤتمر لجنة نزع السلاح.
الأعضاء الأصليون في لجنة الأمم العشرة لنزع السلاح: (الكتلة الغربية) - كندا وفرنسا وبريطانيا العظمى وإيطاليا والولايات المتحدة. (الكتلة الشرقية) - بلغاريا وتشيكوسلوفاكيا وبولندا ورومانيا والاتحاد السوفيتي.
الأمم المضافة إلى لجنة الأمم الثمانية عشرة لنزع السلاح: البرازيل وبورما وإثيوبيا والهند والمكسيك ونيجريا والسويد والجمهورية العربية المتحدة (UAR).
الأمم المضافة إلى مؤتمر لجنة نزع السلاح (1969): الأرجنتين والمغرب واليابان والمجر ومنغوليا وهولندا وباكستان ويوغوسلافيا.
الأمم المضافة إلى مؤتمر لجنة نزع السلاح (1975): جمهورية ألمانيا الاتحادية (ألمانيا الغربية) والجمهورية الديمقراطية الألمانية والبيرو وإيران وزائير.

## النتائج والإرث
كان مؤتمر لجنة نزع السلاح في (1969–1979) أحد الإجراءات المتعددة لمنظمة نزع السلاح للأمم المتحدة الحالية، مؤتمر نزع السلاح (CD). جاءت لجنة الأمم الثمانية عشرة لنزع السلاح في الفترة (1962–69) بعد لجنة الأمم العشرة لنزع السلاح (1960)، وتبعها مؤتمر لجنة نزع السلاح (1969–78) وحتى تكوين لجنة نزع السلاح في عام 1979.
لعب مؤتمر لجنة نزع السلاح دورًا في تفسير بروتوكول جنيف. وتقول الولايات المتحدة أن البروتوكول لا يسري على الغازات غير السامة ومبيدات الأعشاب وتطالب الأمين العام للأمم المتحدة بطلب «تأكيد واضح» أن البروتوكول يحظر استخدام جميع العوامل الكيميائية والبيولوجية. ووافقت معظم الدول الأعضاء في مؤتمر لجنة نزع السلاح على سريان البروتوكول وأدت المناقشات في النهاية إلى قرار الجمعية العامة بالأمم المتحدة الذي يؤكد على أن استخدام كافة المواد الكيميائية والبيولوجية يعارضه القانون الدولي. وفي النهاية تم تمرير القرار 80–3، وصوتت الولايات المتحدة بالرفض «لا» وامتنعت 36 دولة عن التصويت.